# Sé (Hongarije)
Sé is een plaats (község) en gemeente in het Hongaarse comitaat Vas. Sé telt 1341 inwoners (2015).